# Zalaba
Zalaba es un municipio situado en el distrito de Levice, en la región de Nitra, Eslovaquia. Tiene una población estimada, a inicios del año 2022, de 134 habitantes.
Está ubicado al este de la región, cerca de los ríos Ipoly y Hron (ambos, afluentes izquierdos del Danubio) y de la frontera con la región de Banská Bystrica.

## Demografía
| Año        | 1994 | 2004    | 2014    | 2024     |
| ---------- | ---- | ------- | ------- | -------- |
| Población  | 171  | 167     | 180     | 131      |
| Diferencia |      | −2,33 % | +7,78 % | −27,22 % |

| Año        | 2023 | 2024    |
| ---------- | ---- | ------- |
| Población  | 136  | 131     |
| Diferencia |      | −3,67 % |